# Les Belles Lettres

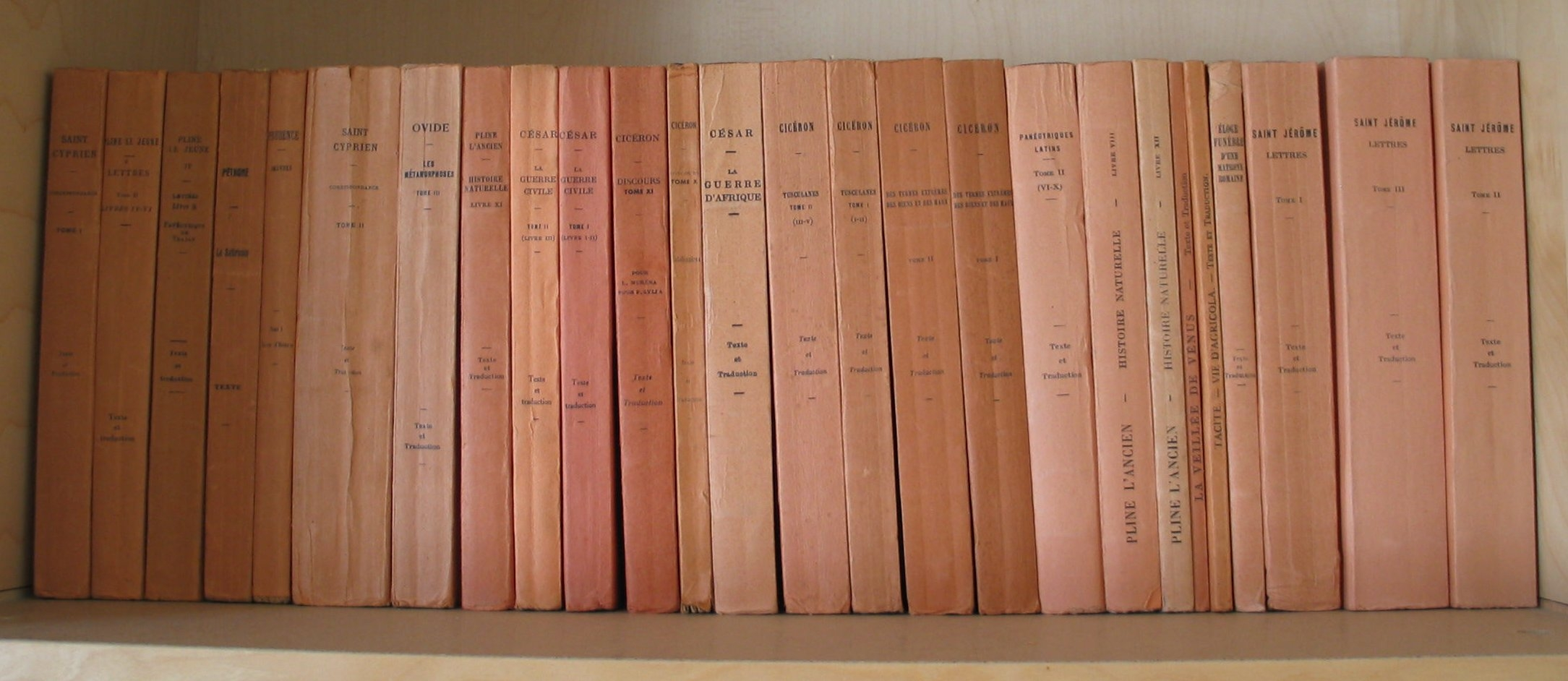
Collezione di opere latine

Les Belles Lettres è una casa editrice francese specializzata in scienze dell'antichità e famosa soprattutto per la sua ampia collezione di testi della classicità.
Divisa in due serie (latina e greca), la Collection des Universités de France o CUF (detta anche Budé, dal nome dell'Associazione di studi dedicata a Guillaume Budé, umanista e bibliofilo) nasce nel 1920 e presenta ogni testo classico in lingua originale con la sua traduzione in francese, oltre a un'introduzione e al commento dell'opera.
In calce al testo originale è presente un apparato critico. La traduzione in francese è posta a fronte del testo, a confermare la volontà di accompagnare all'intento critico un intento più divulgativo . La collana è attualmente diretta da Caroline Noirot.
La collana economica Classiques en poche, cominciata nel 2006 e diretta da Hélène Monsacré, consiste in una scelta della Budé ristampata però con apparato critico ridotto.